# Arthur Lungu
Arthur Lungu (13 aprile 1976) è un ex calciatore zambiano, di ruolo centrocampista.

## Carriera

### Nazionale
Ha debuttato in Nazionale nel 1995. Ha messo a segno la sua prima rete con la maglia della Nazionale il 31 ottobre 1999, nell'amichevole Tunisia-Zambia (2-1), siglando la rete del momentaneo 1-1 al minuto 41. Ha partecipato, con la Nazionale, alla Coppa d'Africa 2000. Ha collezionato in totale, con la maglia della Nazionale, 5 presenze e una rete.